# 유도로

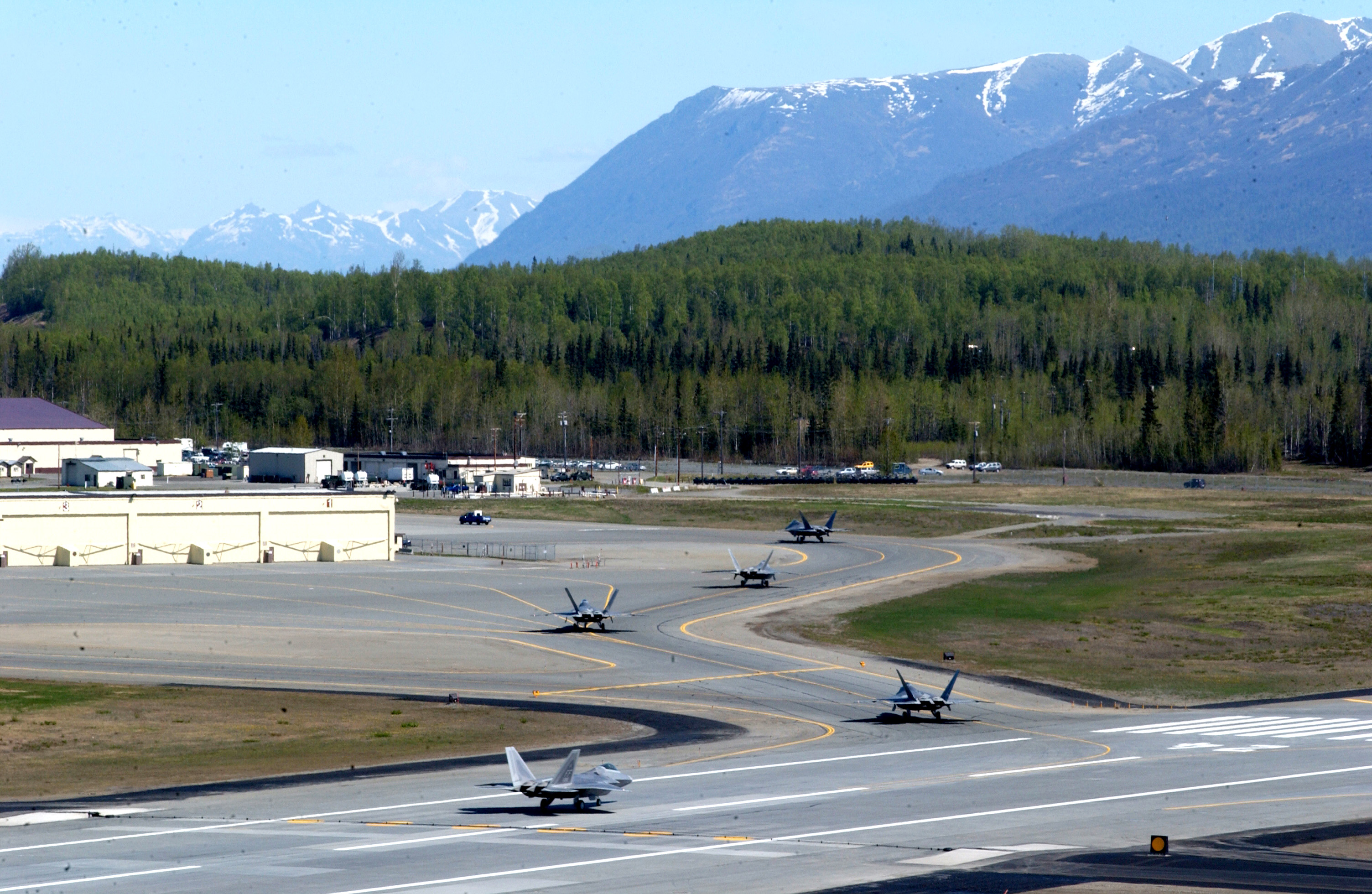
유도로

유도로(誘導路, taxiway)는 공항에서 주기장과 활주로간에 비행기의 발착을 유도하는 통로이다. 유도로는 포네틱 코드로 읽고 영어 알파벳으로 표기한다. 일반적으로 지상관제소가 관리한다. 유도로는 활주로와 계류장, 격납고, 터미널 및 기타 시설을 연결하는 공항의 항공기 통로이다. 대부분은 아스팔트나 콘크리트와 같은 단단한 표면으로 조성되지만 소규모 일반 공항에서는 자갈이나 잔디를 사용하는 경우도 있다.
대부분의 공항에는 유도로 이용에 대한 특정 속도 제한이 없다(일부 공항에서는 그러함). 장애물에 따른 안전 속도에 대한 일반적인 규칙이 있다. 운영자 및 항공기 제조업체에는 제한이 있을 수 있다. 일반적인 활주 속도는 20~30노트(37~56km/h, 23~35mph)이다.

## 고속출구
분주한 공항에서는 일반적으로 항공기가 더 빠른 속도로 활주로를 떠날 수 있도록 고속 또는 급속 탈출 유도로를 건설한다. 이를 통해 항공기는 더 빨리 활주로를 벗어날 수 있고 다른 항공기는 더 짧은 시간 내에 착륙하거나 이륙할 수 있다. 이는 나가는 유도로가 활주로를 가로막는 각도를 90도 대신 30도로 줄여 항공기가 활주로를 빠져나와 유도로로 들어갈 수 있는 속도를 높임으로써 달성된다.

## 구조
일반적인 구조는 주기장이나 활주로와 연결된 램프가 있고, 활주로가 짧은 경우 중심선에 정렬하는 것을 편리하게 하기 위해 활주로와 바로 연결되지 않고 활주로 이설시단으로 연결된 경우도 있다.

## 같이 보기
- 항공
- 활주로